# The Iceman Cometh (1973)
The Iceman Cometh is een Amerikaanse dramafilm uit 1973 onder regie van John Frankenheimer. Het scenario is gebaseerd op het gelijknamige toneelstuk uit 1939 van de Amerikaanse auteur Eugene O'Neill.

## Verhaal
In de donkere kroeg van Harry Hope komt alleen het uitvaagsel van de maatschappij. De eenzame barklanten klampen zich vast aan hun herinneringen van weleer. Hun enige lichtpunt is Hickey, een succesvolle handelsreiziger die één keer per jaar langskomt en iedereen gratis drank geeft. Nu deelt Hickey hun echter mee dat ze hun hopeloze dromen moeten opgeven en de werkelijkheid onder ogen zien.

## Rolverdeling
| Acteur                 | Personage      |
| ---------------------- | -------------- |
| Lee Marvin             | Hickey         |
| Fredric March          | Harry Hope     |
| Robert Ryan            | Larry Slade    |
| Jeff Bridges           | Don Parritt    |
| Bradford Dillman       | Willie Oban    |
| Sorrell Booke          | Hugo Kalmar    |
| Hildy Brooks           | Margie         |
| Juno Dawson            | Pearl          |
| Evans                  | Cora           |
| Martyn Green           | Cecil Lewis    |
| Moses Gunn             | Joe Mott       |
| Clifton James (acteur) | Pat McGloin    |
| John McLiam            | Jimmy Tomorrow |
| Stephen Pearlman       | Chuck Morelo   |
| Tom Pedi               | Rocky Pioggi   |